# Nusnäs

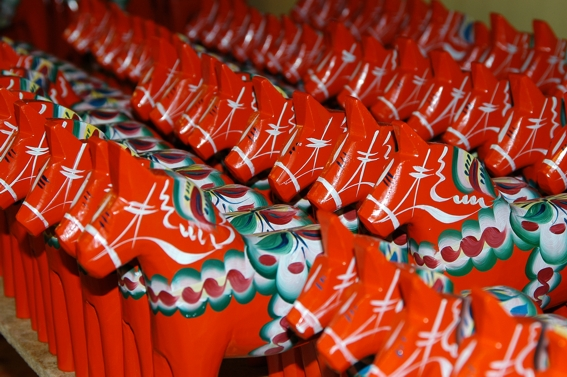
Warsztat w Nusnäs

Nusnäs – miejscowość w centralnej Szwecji, w regionie Dalarna, w gminie Mora. Położona na wschodnim brzegu jeziora Siljan, w odległości 10 km od miasta Mora.
Nusnäs jest znane na całym świecie jako jedyne miejsce wyrabiania konika z Dalarny szw. Dalahäst.